# Taglio (gioielleria)
Quando si vuole utilizzare una gemma in gioielleria, è necessario procedere al taglio in base alla dimensione ed alla forma della gemma grezza e a seconda dell'oggetto di gioielleria che si vuole produrre. In generale, il taglio riduce la massa della pietra (misurata in carati) di circa il 50%.
Esistono varie tecniche per lavorare le gemme grezze: il taglio con la sega, l'uso della mola, con la carta abrasiva, la lappatura,  la lucidatura e la burattatura. La pianificazione del taglio di un diamante è un processo complesso che richiede al tagliatore di lavorare con un esemplare unico della pietra grezza. Molto spesso il tipo di taglio che si può utilizzare dipende dalle inclusioni presenti nella pietra grezza. La maggior parte dei diamanti, per ragioni economiche, è tagliata in modo da mantenerne il peso piuttosto che valorizzarne la brillantezza.

## Tipi di taglio
Una lista di tipi di taglio:

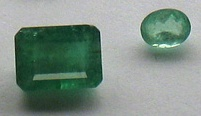
Smeraldi tagliati

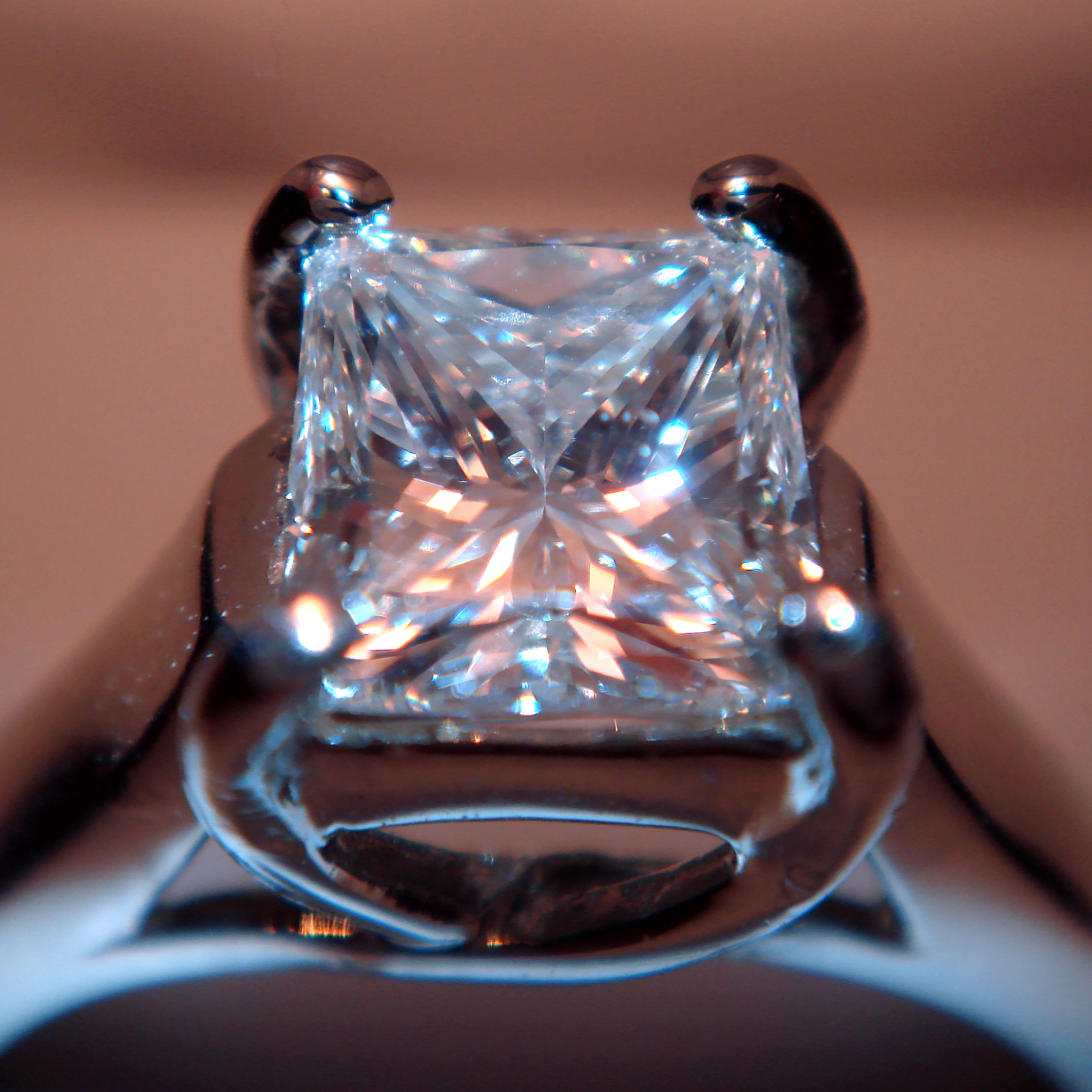
Diamante con taglio princess incastonato in un anello

- taglio a rosa di Anversa o brabantina
- taglio Asscher
- taglio a baguette
- taglio Barion
- taglio a brillante
- taglio briolette
- cabochon
- taglio a cuscino o vecchia miniera
- taglio a doppia rosa olandese
- smeraldo
- ceylon cut[2]
- taglio Flanders
- brillante a cuore
- king brilliant
- kite brilliant
- lozenge cut
- magna brilliant
- taglio a marquise o a navette
- mogul cut
- obus cut
- brillante ovale
- brillante a pera o a goccia
- taglio a goccia o pendeloque
- taglio princess
- radiant cut
- taglio a rosa o rosetta
- brillante rotondo
- taglio a otto facce
- taglio a gradino
- smeraldo quadrato
- star brilliant
- trapezoid or trapeze cut
- trilliant or trillion or triangle cut
- brazilliant cut
- Huit-huit